# Bailey County
Bailey County er et county i den amerikanske delstat Texas. Amtet ligger i den nordvestlige del af delstaten og det grænser op imod Parmer County i nord, Lamb County i øst og mod Cochran County i syd. Amtet grænser også op imod delstaten New Mexico i vest.
Bailey Countys totale areal er 2 143 km² hvoraf 2 km² er vand. I 2000 havde amtet 6 594 indbyggere. 
Administrationsbyen er Muleshoe. 
Amtet har fået sit navn efter Peter James Bailey.
34°04′N 102°50′V / 34.07°N 102.83°V